# リゴンキオ
リゴンキオ（イタリア語: Ligonchio）は、イタリア共和国エミリア＝ロマーニャ州レッジョ・エミリア県ヴェンタッソにある分離集落（フラツィオーネ）。
かつては独立した自治体（コムーネ）であったが、2016年1月1日、ブザーナ、コッラーニャ、ラミゼートと合併し、新自治体の一部となった。

## 地理

### 位置・広がり

#### 隣接コムーネ
コムーネとしてのブザーナは、以下のコムーネと隣接していた。括弧内のLUはルッカ県所属を示す。
- ブザーナ
- コッラーニャ
- シッラーノ・ジュンクニャーノ (LU)
- ヴィッラ・ミノッツォ